# Salamone Rossi
Salamone Rossi, eller Salamone di Rossi, född omkring 1570, var en italiensk violinist, sångare och kompositör som var aktiv i slutet av 1500-talet och under 1600-talets första decennier i Mantua. 
Salamone Rossi var son till Bonaiuto di Rossi och bror till operasångerskan Europa di Rossi. Han ansågs som ung man vara en talangfull violinist. Han anställdes 1587 som hovmusiker vid fursten Vincenzo I Gonzagas hov i Mantua. Också hans syster Europa blev avlönad som sångerska vid hovet.
Han komponerade musik i övergången från den sena italienska renässansperioden till den tidiga barocken. Han tjänstgjorde vid hovet i Mantua till 1628 som konsertmästare. Liksom samtida kompositörer som Claudio Monteverdi, Giovanni Giacomo Gastoldi, Giaches de Wert och Lodovico Grossi da Viadana skrev han tidstypisk musik för banketter, bröllopsfester, teaterföreställningar och kyrkliga sammanhang. Rossi blev så uppskattad vid hovet i Mantua att han slapp att tvingas bära det gula tygtecken som var obligatoriskt för andra judar i Mantua. 
Salamone Rossi dog troligen i samband med österrikiska habsburgska truppers plundring av gettot i Mantua efter att trupperna besegrat furstehuset Gonzaga. Han kan också ha dött i den pest som därefter härjade i trakten. 

## Verk
Salamone Rossis första publicerade verk från 1589 var en samling på 19 canzonettas, korta, danslika kompositioner för en rösttrio med lättsinnig, amorös lyrik. Han hade också framgång med sina mer seriösa madrigaler, vilka kombinerar samtida kända diktares poesi som Giovanni Battista Guarini, Giambattista Marino, Cesare Rinaldi och Livio Celiano med Rossis melodier.  År 1600 publicerade Rossi i de första två av sina fem madrigalböcker de första continuomadrigalerna, en nyhet som förebådar barockmusiken.
Rossi var en innovatör inom instrumentalmusiken. Idag finns flera bevarade verk:
- Il primo libro delle sinfonie e gagliarde a 3–5 voci (1607)
- Il secondo libro delle sinfonie e gagliarde a 3–5 voci (1608)
- Il terzo libro de varie sonate, sinfonie (1613)
- Il quarto libro de varie sonate, sinfonie (1622)

Salamone Rossi publicerade också 1623 en samling judisk liturgisk musik, Ha-shirim asher li-Shlomo, The Songs of Solomon. Denna musik skrevs i en barockstil och var långt ifrån traditionell judisk religiös musik.